# Michael Bolton
Michael Bolton vlastním jménem Michael Bolotin (* 26. února 1953 v New Haven, Connecticut, USA) je americký zpěvák a skladatel známý hlavně svými pomalými rockovými baladami, které zpívá svým příznačným silným, chraplavým hlasem.
Jeho úspěchy čítají 53 milionů prodaných alb, dvě ocenění prestižní Grammy Awards a dvojnásobné vítězství v prestižní hitparádě Billboard Hot 100.

## Kariéra
Bolton se narodil v roce 1953 v židovské rodině v New Havenu. V dětství k jeho úspěchům patřilo zařazení do sboru, kde měl povinnosti vokalisty. Svou první smlouvu s hudební společností podepsal v patnácti a své první veřejné vystoupení měl začátkem 70. let s rockovou kapelou nazvanou Blackjack, kde působil i s budoucím kytaristou skupiny Kiss Brucem Kullickem.
Skupina se vydala i na turné s Ozzym Osbournem. Sólovou kariéru odstartoval v roce 1983, jeho prvním významným hitem se stala píseň How Am I Supposed to Live Without You a také světoznámý hit Gloria.
Často spolupracoval i se zpěvačkou Laurou Branigan spolu vydali song nazvaný I Found Someone v roce 1985. Bolton poté psal písně jak pro sebe, tak i pro její sólovou kariéru. Psal i pro takové zpěváky, jakými jsou Barbra Streisand nebo Peabo Bryson. Zazpíval si například i s Lucianem Pavarottim, Rayem Charlesem, Lady Gaga nebo B. B. Kingem, Lonely Island na skladbě Jack Sparrow.
Má hvězdu na Hollywoodském chodníku slávy.

## Diskografie
- Michael Bolotin (1975)
- Everyday Of My Life (1976)
- Michael Bolton (1983)
- Everybody's Crazy (1985)
- The Hunger (1987)
- Soul Provider (1989)
- Time, Love & Tenderness (1991)
- Timeless: the Classics (1992)
- The One Thing (1993)
- The Artistry of Michael Bolotin (1993)
- Greatest Hits (1985–1995) (1995)
- This Is The Time: The Christmas Album (1996)
- All That Matters (1997)
- My Secret Passion (1998)
- Timeless: The Classics, Vol. 2 (1999)
- Only A Woman Like You (2002)
- Vintage (2003)
- ´Til The End Of Forever (2005)
- Bolton Swings Sinatra (2006)
- That‘s what love is all about
- Swinging Christmas (2007)
- One world one love (2009)
- Gems (2011)
- Ain‘t no moutain hight enough (2013)